# Finlandia (película de 2022)
Finlandia es una película dramática hispanomexicana de 2022 dirigida por Horacio Alcalá, a partir de un guion de Jesús Caballero. Se trata de una película sobre la comunidad de las muxes en México, un colectivo que lucha por el reconocimiento de su género como un tipo más en la sociedad. Está protagonizada por Noé Hernández, Andrea Guasch, Cuauhtli Jiménez y Erick Israel Consuelo. 
Se estrenó en junio de 2022. Es ganadora de varios premios, entre los que se incluye el Premio a Mejor Película en el Connecticut Out Film.

## Sinopsis
Un terremoto libera las emociones de una comunidad. Las muxes luchan por el reconocimiento de su género como uno más en la sociedad, a la vez que combaten sus propias pasiones, traumas y sentimientos escondidos. Delirio es la líder que guiará a esta comunidad hacia el descubrimiento de sí mismos. Mariano y Amaranta se encuentran bajo un alud negro de sufrimiento que les nubla la salida a la libertad. Un viaje que transforma la vida de una diseñadora. Su forma de apreciar la realidad y la visión interna de sí misma cambia cuando comienza a convivir con los habitantes de esta parte de la sociedad consiguiendo descubrir el origen de su tormento.

## Personajes y Tramas.
- Delirio, líder y defensora de este grupo en una sociedad patriarcal y sexista, cuya labor se centra en preservar su cultura a través del bordado y la artesanía. Una espiritual muxe llena de colores que conecta con el más allá llegando hasta Finlandia a través de la roca del alma. Un símbolo de escucha y desahogo para esta comunidad.
- Mariano, cuando era un bebé, el padre de Mariano decidió tomar la segunda vía y abandonarlo en búsqueda de una felicidad que su hijo no podrá conseguir nunca. Mariano vive con su madre, la cual no acepta su amistad con Delirio. El tiempo que Mariano y Delirio comparten le llevará a formular su identidad. El seísmo destierra ante los ojos de su madre la verdad sobre lo que su corazón desea. Delirio se encarga de guiar en el camino a Mariano para convertirse en una muxe libre que pueda amar con libertad y ser reconocida como lo que realmente es.
- Amaranta es una muxe cuyo corazón se ha ennegrecido con el tiempo a causa del maltrato psicológico de su padre.  Para Amaranta, Delirio es un ejemplo a seguir a la vez que un blanco fácil.  Le escribe cartas de amor haciéndose pasar por un viejo amante para así hundirla en un mar de confusión como un consuelo para su propio corazón enfermo. El terremoto es el vendaje final que libra el veneno que contiene Amaranta acabando con la vida de su padre y liberando los fantasmas de todas las Muxes.
- Marta, una joven que trabaja para la élite del capitalismo, una multinacional textil. Su vida monótona se rompe cuando es enviada al universo de Oaxaca. Un único objetivo: conseguir patrones y telas frescas para venderlas en Occidente. Sin embargo, lo que no esperaba en su búsqueda es chocar con un grupo de personas que la invitan a replantearse su día a día y su propia existencia. El viaje a la tierra de las muxes es la vuelta a su origen, el reencuentro con su ser. Marta conecta con la tierra descubriendo así el motivo de su malestar interior. Su afán por conseguir trabajo le ha llevado a abandonar su propia ética. Con la tiranía de su jefa, Marta ha perdido su sonrisa a favor de la ambición. Sin embargo, el terremoto de Oaxaca le devolverá las ganas de vivir y la fuerza para tomar la decisión que debería haber tomado hace ya mucho tiempo.
- Sara es la madre de Mariano. Su principal problema es la herida de abandono que mantiene por la partida de su marido. El padre de Mariano marchó en búsqueda de su aceptación como tercer género fuera de Oaxaca. Una traición para Sara. Un secreto que gobierna su personalidad. Un hilo negro que la atiza en forma de soledad y rencor interno convertidos en rabia y desprecio hacia las muxes y su propio hijo. El destino de Mariano es el diablo de Sara
- Hector es sordo desde que una traca de petardos una noche de borrachera le explotó en la cabeza, paga el resentimiento consigo mismo con su hijo, Amaranta. Héctor no concibe que sea una muxe y la humilla de forma constante.
- Estrella, una tejedora y diseñadora nacida de Juchitán, Oaxaca, ha conseguido ser la primera mujer transgénero “muxe” en protagonizar la portada de una revista conocida a nivel mundial y con gran repercusión social: Vogue México. La joven es la prueba de que la magia ancestral sigue caminando sobre la tierra. En Finlandia, Estrella se representa a sí misma, en defensa de la cultura zapoteca, una cultura remota que con su ayuda y las de otras muxes comienza a salir a la luz cada día con más fuerza.

## Reparto
- Noé Hernández como Delirio.

- Andrea Guasch como Marta.

- Cuauhtli Jiménez como Amaranta.

- Ángeles Cruz como la madre de Mariano.

- Leonardo Alonso como el padre de Amaranta.

- Erick Israel Consuelo como Mariano.

- Raquel Menor como Lorena.

## Festivales y Premios
- Ganador del Premio a Mejor Director en el Seattle International Film Festival.[5]
- Ganadora al Premio Gio Stajano en el Festival Lovers Italy.[6]
- Ganadora al Premio del Público en la Semana de Cine de Córdoba.[7]
- Ganadora a Mejor Película en el Connecticut Out Film.[3]
- Ganadora al Premio del Público en el Toulouse Des-Images-Aux-mots.[8]
- Ganadora del Premio del Jurado en el Outshine Fort Lauderdade.[9]
- Nominado a Premio del Jurado a la Mejor Ópera Prima en el Festival Frameline San Francisco International LGBTQ Film Festival[10]

#### FESTIVALES CON SELECCIÓN OFICIAL.
- LesGaiCineMad 2021. [11]
- FICG Guadalajara.[12]
- Taiwan Queer Film Festival.[13]
- Queer Melbourne.[14]
- Transition Austria.[15]
- Rozefilmtage Netherlands.[16]
- CinéLatino Festival in Cahors Francia.[17]
- Australia Greelong Pride Film Festival.[18]
- Festival cinéma du monde de Sherbrooke.[19]
- Orlando Film Festival.[20]
- OUTFEST Los Angeles.[21]
- ImageOut Rochester.[22]
- Frameline46: The San Francisco.[23]
- KASHISH Mumbai International Queer Film Festival.[24]
- REEL Q: Pitsburg.[25]
- Rainbow Reel Tokyo.[26]
- Queer Florence.[27]
- Hola Mexico, LA US.[28]
- Chicago Reeling LGBTQ fest.[29]
- Tallgrass ff.[30]
- Queer fest Rostock.[31]
- Perlen queer Hannover.[32]
- Everybody is perfect.[33]
- Tampa bay US.[34]
- Queerstreifen.[35]
- TLV LGBT FF.[36]
- Cinemassi latino Helsinki.[37]
- CINE MOVILH Festival Chile.[38]
- Latino ff Warsaw.[39]
- Oslo Fusion FF.[40]
- B3 Frankfurt FF.[41]
- Zefestival à Nice et Seillans.[42]
- San Luis Film Festival.[43]